# 濱田義弘
濱田 義弘（はまだ よしひろ、1972年4月22日 - ）は、日本のバレーボール指導者である。

## 来歴
広島県広島市出身。
崇徳高等学校、大阪商業大学を経て、1995年、ユニチカ・フェニックスのコーチに就任し、5シーズン在籍した。2001年からパイオニアレッドウィングスのコーチを4年間務め、2005年に久光製薬スプリングス（現・久光スプリングス）に移籍し眞鍋政義監督の下でコーチを務めた。コーチとして在籍した3チームでそれぞれリーグ優勝も経験する。2009年、眞鍋の日本女子代表監督就任に伴い久光製薬の監督に昇格する。
2009/10シーズン、久光製薬の監督として、2年ぶりの優勝を目標に掲げ、長所であるレシーブとつなぎの強化をそのまま続け、パワーとスピードの改革を行う方針を打ち出した。まず、皇后杯全日本選手権で優勝を果たす。しかし、V・プレミアリーグでは、上位2チームのJTマーヴェラスと東レアローズに苦戦し、レギュラーラウンドとセミファイナルラウンドで3位に甘んじ優勝は叶わず、3位決定戦にも敗れて4位で終えた。黒鷲旗は準々決勝で敗退した。監督としての1シーズンをもって、久光製薬を退団した。
2010年、当時V・チャレンジリーグ（当時のVリーグ2部）在籍であった日立佐和リヴァーレの監督に就任したた。2010/11シーズンでは準優勝、2011/12シーズンでは優勝を果たすが、どちらも入替戦（V・チャレンジマッチ）で敗れてプレミア昇格ならず。しかし、2012/13シーズンでは、チャレンジリーグで準優勝を果たし、入替戦でデンソーエアリービーズに勝ち、チームをプレミア復帰に導いた。2014年退団。
2019年、V.LEAGUE DIVISION2（V2）の下位に低迷し体制を新たにして立て直しを図ろうとするブレス浜松の監督に就任した。浜松では、チームの新ゼネラルマネージャーが代表を務めるスポンサー企業であるサンヨークリーニングに勤務をしながらの活動となった。

## 人物
- 妻は元日本代表の中西千枝子である。

## 指導歴

### コーチ
- ユニチカ・フェニックス（1995-2000年）
- パイオニアレッドウィングス （2001-2005年）
- 久光製薬スプリングス（2005-2009年）

### 監督
- 久光製薬スプリングス（2009-2010年）
- 日立リヴァーレ（2010-2014年）
- ブレス浜松（2019年-）